# Laniferus uniformis
Laniferus uniformis är en skalbaggsart som beskrevs av Dillon 1952. Laniferus uniformis ingår i släktet Laniferus och familjen långhorningar.
Artens utbredningsområde är Fiji. Inga underarter finns listade i Catalogue of Life.